# Witold Dębicki
Witold Jerzy Dębicki (ur. 3 maja 1943 w Dubnie) – polski aktor.
Odtwórca roli Władysława Frankowskiego w serialu Najdłuższa wojna nowoczesnej Europy (1981), Witolda Tarkowskiego, ojca Darka (Daniel Kozakiewicz) w serialu Siedem życzeń (1984) i Stefana Sawkę, przełożonego Halskiego (Marek Kondrat) w serialu Ekstradycja (1995–1996, 1998).

## Życiorys
Urodził się w Dubnie jako syn Zenobii Dębickiej, aktorki–lalkarki, i Aleksandra Dębickiego, inżyniera instalacji sanitarnych, wykładowcy Politechniki Warszawskiej, kawalera Orderu Virtuti Militari. Początkowo myślał o architekturze. W 1962 ukończył XLV Liceum Ogólnokształcące im. Romualda Traugutta w Warszawie. Pracował w firmie zajmującej się handlem przetworami naftowymi przy ul. Jasnej 10, zanim w 1963 za drugim razem dostał się na Wydział Aktorski do warszawskiej PWST, którą ukończył w 1967. Jego wykładowcami byli: Jan Świderski, Zofia Mrozowska, Ryszarda Hanin, Aleksander Bardini i Zbigniew Zapasiewicz. Był „na roku” m.in. z Markiem Bargiełowskiem, Piotrem Brzezińskim, Jackiem Domańskim, Ireneuszem Kocyłakiem, Mariuszem Leszczyńskim, Włodzimierzem Nowakowskim, Henrykiem Rozenem, Andrzejem Siedleckim, Ewą Skarżanką, Karolem Stępkowskim. W spektaklu dyplomowym Fantazy, czyli Nowa Dejanira Juliusza Słowackiego w reżyserii Jana Kreczmara zagrał marszałka powiatowego Rzecznickiego.
Zaraz po studiach wraz z Markiem Bargiełowskiem otrzymał angaż od Hugona Morycińskiego, ówczesnego dyrektora teatru i jego współpracownika, reżysera Romana Kordzińskiego, do Teatru im. Horzycy w Toruniu, gdzie w 1967 zadebiutował w roli drugiego chłopaka w Irkuckiej historii Aleksieja Arbuzowa, a także zagrał tytułowego bohatera w Kordianie Juliusza Słowackiego (1969) w reż. Marka Okopińskiego. W 1969 powrócił do Warszawy, gdzie występował w teatrach: nieistniejącym Ziemi Mazowieckiej (1969–1973) pod dyrekcję Aleksandra Sewruka, Rozmaitości (1973–1983) za dyrekcji Andrzeja Jareckiego i za czasów, gdy w Radzie Artystycznej teatru byli Agnieszka Osiecka i Wojciech Młynarski, Komedia (1982–1983) za dyrekcji Olgi Lipińskiej i Powszechnym (1987–1989).
W latach 1989–2010 związał się z poznańskim Teatrem Nowym. W 1999 na piątej edycji Ogólnopolskiego Konkursu na Wystawienie Polskiej Sztuki Współczesnej w Warszawie otrzymał nagrodę za rolę Ojca w Pułapce Tadeusza Różewicza w reż. Krzysztofa Babickiego. W 2002 odebrał nagrodę marszałka województwa wielkopolskiego z okazji Międzynarodowego Dnia Teatru. Z dużym sukcesem zagrał też Senatora w mickiewiczowskich Dziadach drezdeńskich (2000) w reż. Macieja Prusa. Za kreację króla Ryszarda III w spektaklu Ryszard III Williama Shakespeare’a (2003) w reż. Janusza Wiśniewskiego i rolę Johanna Sebastiana Bacha w przedstawieniu Kolacja na cztery ręce Paula Barza (2004) w reż. Olafa Lubaszenki zdobył Srebrną Maskę, nagrodę dla najlepszego aktora Teatru Nowego w Poznaniu przyznawaną dorocznie przez Lożę Patronów Teatru Nowego. Rola tytułowa w Ryszardzie III przyniosła mu także Grand Prix festiwalu i statuetkę Wojciecha Bogusławskiego na XLIV Kaliskich Spotkaniach Teatralnych. W 2005 znalazł się w XIII Subiektywnym Spisie Aktorów Teatralnych Jacka Sieradzkiego za rolę matki Saida w przeróbce Parawanów Jeana Geneta pt. Wybrani (2004) w reż. Agaty Dudy-Gracz, gościnnie w kaliskim Teatrze im. Bogusławskiego i za postać szlachetnego skrzypka Millera w Intrydze i miłości Friedricha Schillera (2004) w reż. Macieja Prusa w Teatrze Telewizji.
Brał udział w słuchowiskach i audycjach poetyckich Teatru Polskiego Radia.

## Filmografia

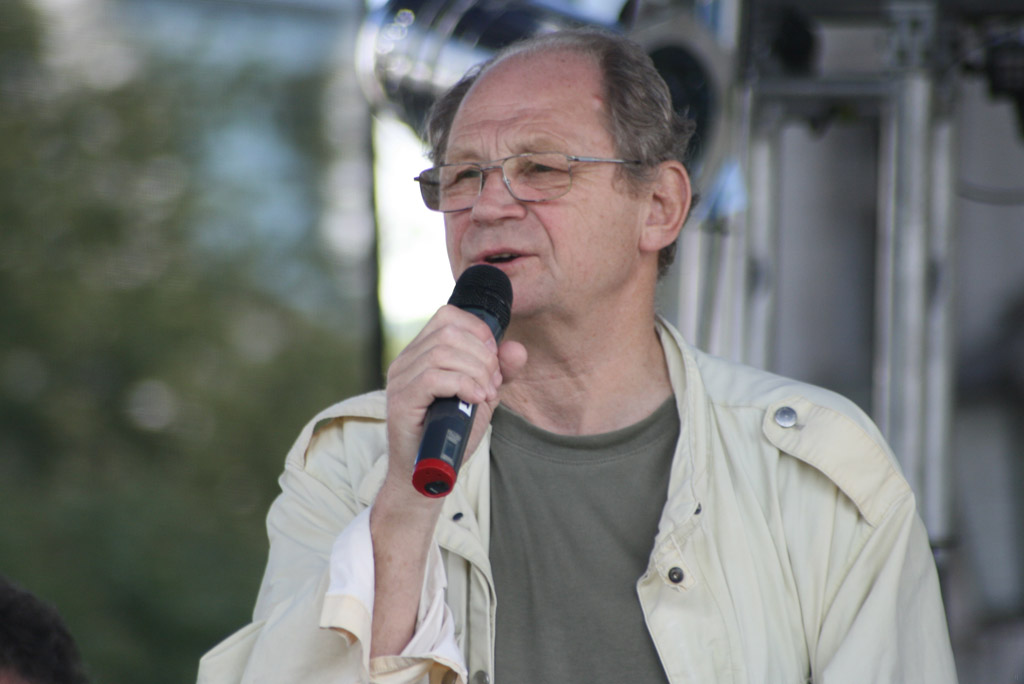
Witold Dębicki, Międzyzdroje 2007

- 1964: Życie raz jeszcze jako chłopak przed listą przyjętych na prawo
- 1965: Sam pośród miasta jako młodzieniec w lokalu
- 1965: Buty jako wartownik
- 1966: Pieczone gołąbki jako robotnik
- 1966: Małżeństwo z rozsądku jako Majk, chłopak z zachodnim samochodem
- 1966: Kochajmy syrenki jako pracownik biurowy w Bolesławcu
- 1967: Westerplatte jako kapral pijący z manierki w okopie
- 1967: Duch z Canterville jako Jim, brat Virginii
- 1967: Kwestia sumienia jako wartownik
- 1967: Cześć kapitanie jako milicjant przed wystawą komisu
- 1969: Szkice warszawskie jako „Kędzierzawy” (cz. 1)
- 1970: Pejzaż z bohaterem jako Bienia, uczeń Wilczewskiego w miasteczku
- 1971: Agent nr 1 jako radiotelegrafista w sztabie brytyjskim
- 1972: Trzeba zabić tę miłość jako Władek
- 1972: Poślizg jako kierowca Żuka
- 1973: Wielka miłość Balzaka jako Antoni, syn hrabiny de Berny (odc. 1)
- 1973: Nagrody i odznaczenia jako podporucznik Michał Łaszewski
- 1973: Gościnny występ jako aktor
- 1973: Czarne chmury jako dragon Grzegorz
- 1974: Najważniejszy dzień życia jako Krzysztof Kulak (odc. 6)
- 1974: Ile jest życia jako Kowalski, kierowca karetki pogotowia (odc. 12)
- 1975: W te dni przedwiosenne jako Tadeusz Rostocki
- 1975: Zawodowcy jako Julian Nowak
- 1975: Dyrektorzy jako inżynier Jerzy Gawryszyn (odc. 6)
- 1975: Trzecia granica jako kompan „Czarnego” (odc. 7)
- 1976: 07 zgłoś się jako steward, współpracownik „Inżyniera” (odc. 1)
- 1976: Ocalić miasto jako „Skorpion”, żołnierz AK
- 1976: Długa noc poślubna jako Andrzej, przyjaciel Adama
- 1978: Zaległy urlop jako projektant
- 1979: Kobieta i kobieta jako Michał
- 1980: Laureat jako Tomek
- 1980: Dom jako plastyk Jaskólski (odc. 7)
- 1981: Najdłuższa wojna nowoczesnej Europy jako Władysław Frankowski, syn Macieja
- 1982: Zabijanie koni jako Józek, syn Jana
- 1982: Jeśli się odnajdziemy jako Stolarek
- 1983: Planeta krawiec jako lekarz
- 1983: Alternatywy 4 jako intrygant (odc. 2 i 3)
- 1983: Fachowiec jako robotnik w knajpie
- 1984: Siedem życzeń jako Witold Tarkowski
- 1984: Idol jako Maniek, kolega Piotra
- 1985: Zdaniem obrony jako Zdzisław Sajkiewicz (odc. 4)
- 1985: Greta jako Polak
- 1985: Medium jako bibliotekarz
- 1986: Ostatni dzwonek jako Szczęśniak
- 1986: Zmiennicy jako wulkanizator (odc. 5)
- 1986: Wcześnie urodzony jako inżynier Michał Chrobak
- 1986: Komediantka jako aktor w zespole Calbińskiego
- 1987: Śmieciarz jako śmieciarz Rysiek
- 1987: Komediantka jako aktor w zespole Calbińskiego
- 1988: Król komputerów
- 1988: Pan Kleks w kosmosie jako młody doktor Paj-Chi-Wo
- 1990: Domena władzy jako Karol Grodek „wujek Feliks”, naczelnik wydziału MSW
- 1991: Cynga jako pośrednik Andrzeja udzielający mu fałszywe dokumenty
- 1991: Pogranicze w ogniu jako kolejarz Antoni Mamel (odc. 20 i 24)
- 1992: Wiatr ze wschodu jako Klaus, członek parlamentu Liechtensteinu
- 1992: Kiedy rozum śpi
- 1992: Wielka wsypa jako Kazio, kapitan SB
- 1993: Plecak pełen przygód jako weterynarz (odc. 5)
- 1994: Zespół adwokacki jako pan Jurek, szef kasyna (odc. 8)
- 1994−1995: Spółka rodzinna jako Kazimierz Kublik
- 1994: Tatort (odc. 298)
- 1994: Anioł śmierci jako właściciel piekarni
- 1995: Ekstradycja jako Stefan Sawka, przełożony Halskiego
- 1995: Cyrkowa pułapka jako Kurek
- 1995: Sukces jako pan Leszek, sprzedawca kradzionych aut (odc. 3)
- 1996: Ekstradycja 2 jako Stefan Sawka
- 1997−2013: Klan jako prezes radia „Sport i muzyka”
- 1997: Wojenna narzeczona jako pułkownik Kowalski (odc. 3)
- 1997: Boża podszewka jako Górny, mąż Józi (odc. 6)
- 1998: Ekstradycja 3 jako Stefan Sawka
- 1999: Policjanci jako Kozub „Świński król” (odc. 3)
- 1999: Ostatnia misja jako „Sokrates”, pracownik archiwum UOP
- 1999: Czternaście bajek z Królestwa Lailonii Leszka Kołakowskiego jako bóg Maior (odc. 7)
- 1999: O dwóch takich, co nic nie ukradli jako Wyjątek, biznesmen
- 2000: Sen o kanapce z żółtym serem
- 2000: Na dobre i na złe jako Rafał Chmielewski, ojciec Pauliny (odc. 35)
- 2001: Tam i z powrotem jako Kościelny
- 2001: Miodowe lata jako inspektor Drwęca (odc. 82)
- 2001: Graczykowie, czyli Buła i spóła jako Wacek, brat Buły (odc. 2 i 11)
- 2002–2003: Gorący temat jako minister Mruk
- 2002–2006: Samo życie jako Władysław Fabisiak, właściciel firmy sprzątającej
- 2003: Łowcy skór jako redaktor naczelny
- 2003: Wieczór trzeciego króla jako tata Hani
- 2003: Marcinelle jako Masson
- 2003: Defekt jako klown Król
- 2004: Świat według Kiepskich jako Kozłowski (odc. 169)
- 2004: Rodzinka jako Marasek, sąsiad Leszczyńskich (odc. 13)
- 2004−2013: Pierwsza miłość jako Szymon Piotr Bylica z Katowic
- 2005: Dom niespokojnej starości jako Nadolny
- 2005−2006: Tango z aniołem jako podinspektor Wert
- 2005: Pensjonat pod Różą jako Tadeusz, ojciec Aliny (odc. 88 i 89)
- 2006: Fałszerze – powrót Sfory jako Gienio
- 2007: Twarzą w twarz jako „Piekarz”
- 2007: Futro jako Antoni Witkowski
- 2007: Taxi A jako przemytnik
- 2007: Ekipa jako Jodła, wiceminister MSWiA (odc. 8)
- 2008: Lejdis jako ksiądz dyrektor
- 2008: Pitbull jako Szymon Marczak (odc. 25)
- 2008: Boisko bezdomnych jako działacz sportowy
- 2009: Siostry jako Zygmunt Kowalik, dziadek Pawła (odc. 9)
- 2009: Generał jako Andrzej Kamieniecki (odc. 4)
- 2009: Londyńczycy 2 jako Wiktor Dąbek, ojciec Wioli (odc. 2)
- 2009–2010: Plebania jako Romaniuk
- 2009–2020: Blondynka jako Bazyli Dalmata
- 2010: Krzysztof jako Władysław Orłowicz
- 2010: Skrzydlate świnie jako Jan Nowacki
- 2010–2011: Licencja na wychowanie jako szef Ryszarda
- 2010: Hotel 52 jako Wiktor Sempołowski, dziadek Natalii (odc. 5)
- 2010: Duch w dom jako perkusista, kolega Leszka
- 2011: Instynkt jako „Kulawy”
- 2011: Czarny czwartek jako Mieczysław Moczar
- 2012: Paradoks jako Leopold Majewski, ojciec Joanny
- 2012: Obława jako ojciec Kondolewiczowej
- 2012: Mój rower jako Franek Wera
- 2013: Komisarz Alex jako mężczyzna zatruwający napoje (odc. 37)
- 2013−2014: Prawo Agaty jako Waldemar Rodziejowicz (odc. 45 i 75)
- 2013: 2XL jako Jarosław Dec, ojciec Agaty
- 2014: Przyjaciółki jako Ryszard, ojciec Anki (odc. 28)
- 2015: Pakt jako Andrzej, redaktor działu w redakcji „Kuriera”
- 2017: Ojciec Mateusz jako Stefan Kasperek (odc. 234)
- 2019: Stulecie Winnych jako ksiądz proboszcz
- 2019: Odwróceni. Ojcowie i córki jako promotor Kaśki
- 2019-2023: Leśniczówka jako Jerzy Majewski
- 2021: Komisarz Mama jako Henryk Czernik (odc. 10)
- 2021: Chyłka : Oskarżenie jako ksiądz Jakub Mieleszko
- 2022: Ojciec Mateusz jako Cezary Olęcki (odc. 345)
- 2022: Johnny jako Józef „Ziuk” Kaczkowski
- 2022: Gang Zielonej Rękawiczki jako burmistrz Karwowski (odc. 6)

### Teledyski
| Rok  | Tytuł                     | Wykonawca             |
| ---- | ------------------------- | --------------------- |
| 2013 | „Nie słyszysz”            | Gruby Mielzky / Pezet |
| 2013 | „Piosenka, jak pocałunek” | Michał Wiśniewski     |
| 2013 | „Filiżanka”,              | Michał Wiśniewski     |
| 2015 | „Megiera”                 | Sławomir              |
| 2016 | „Wab milion bab”          | Michał Wiśniewski     |
| 2018 | „Czerń i biel”            | Ich Troje             |
| 2019 | „Z nikim nie jest tak”    | Michał Wiśniewski     |